# الدوري المولدوفي الوطني 2002–03
الدوري المولدوفي الوطني 2002–03 هو الموسم 12 من  الدوري المولدوفي الوطني. أقيم خلال الفترة 10 أغسطس 2002 وحتى 2 يونيو 2003، والذي يشرف على تنظيمه اتحاد مولدافيا لكرة القدم، وكان عدد الأندية المشاركة فيه  8، وفاز فيه نادي شريف تيراسبول.